# مبنى بانامريكانو

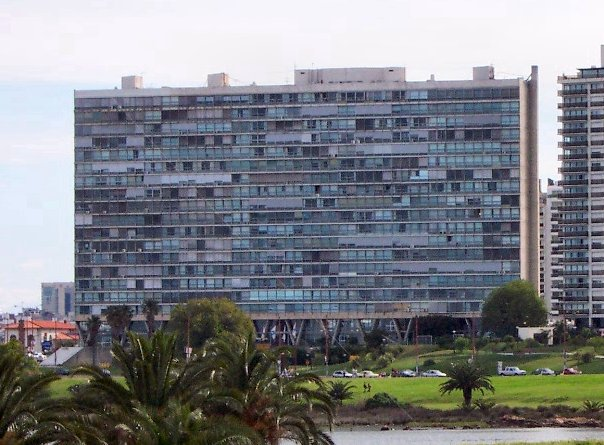

مبنى بانامريكانو هو مجموعة واحدة من المباني في العاصمة الأوروغوانية مونتيفيديو على الساحل، في الجزء الأكثر ارتفاعاً من مناطق البوكيتوس وميناء بيسيو. وضع تصميمه المهندس المعماري راؤول آسيشرو بوت. بدأ العمل عليه منذ سنة 1960 وحتى 1964. وقد جرت تعديلات على المخطط الأصلي للمبنى. تم اعتباره مؤخراً من المباني الثقافية من طرف عمدة مونتيفيدو.